# Steelbath Suicide
Steelbath Suicide — дебютный студийный альбом метал-группы Soilwork. Релиз состоялся 20 мая 1998 года, альбом был выпущен двумя лейблами: Listenable и Century Media. Наряду с основным изданием существует японское, дополненное двумя бонус-треками: «Disintegrated Skies» и «Burn», кавер-версией песни Deep Purple. В 2000 году альбом был переиздан с другой обложкой и дополнен концертной версией «Sadistic Lullabye».
В 1998 году, с приходом в группу бас-гитариста Олы Флинка и клавишника Карлоса Хольмберга, группа отправилась в студию для записи своего дебютного альбома, который увидел свет в мае и получил название Steelbath Suicide. Выход пластинки повлёк за собой некоторые разногласия в коллективе, в результате которых Soilwork покинули гитарист Людвиг Шварц и барабанщик Джимми Пёрссон, а вместо них пришли Ола Френнинг (дядя гитариста Питера Вичерза) и Генри Рант.
Альбом — хороший пример корней группы в шведском дет-метал. Песня «Demon in Veins» — перезаписанная с демо «Wake Up Call» с измененным текстом в припеве.

## Список композиций
| №                   | Название                                       | Длительность |
| ------------------- | ---------------------------------------------- | ------------ |
| 1.                  | «Entering the Angel Diabolique» (Instrumental) | 2:25         |
| 2.                  | «Sadistic Lullabye»                            | 2:55         |
| 3.                  | «My Need»                                      | 3:42         |
| 4.                  | «Skin After Skin»                              | 3:27         |
| 5.                  | «Wings of Domain»                              | 3:19         |
| 6.                  | «Steelbath Suicide»                            | 2:54         |
| 7.                  | «In a Close Encounter»                         | 2:52         |
| 8.                  | «Centro de Predominio»                         | 2:06         |
| 9.                  | «Razorlives»                                   | 4:24         |
| 10.                 | «Demon in Veins»                               | 3:43         |
| 11.                 | «The Aardvark Trail»                           | 4:17         |
| Общая длительность: | Общая длительность:                            | 36:08        |

| №   | Название                   | Длительность |
| --- | -------------------------- | ------------ |
| 12. | «Sadistic Lullabye (live)» | 2:49         |

## Участники записи
Soilwork
- Бьорн Стрид — вокал
- Питер Вичерз — гитара
- Людвиг Свартц — гитара
- Карлос Хольмберг — клавишные, синтезатор, программирование
- Ола Флинк — бас-гитара
- Джимми Пёрссон — ударные